# Anastassia Gubanowa
Anastassia Gubanowa (georgisch ანასტასია გუბანოვა, russisch Анастасия Витальевна Губанова / Anastassija Witaljewna Gubanowa; englisch Anastasia Gubanova; * 2. Dezember 2002 in Toljatti, Oblast Samara, Russland) ist eine ehemals russische, jetzt georgische Eiskunstläuferin. Sie ist die Europameisterin von 2023.

## Karriere
Gubanowa erzielte bereits bei den Junioren internationale Erfolge. Sie gewann in der Saison 2016/17 die Junior-Grand-Prix Wettbewerbe in Deutschland und Tschechien, wodurch sie sich für das Grand-Prix-Finale der Junioren in Marseille qualifizierte. Dort gewann sie die Silbermedaille hinter Alina Sagitowa.
Ab der Saison 2021/22 vertritt Gubanowa in Wettbewerben Georgien. Im Dezember 2021 gewann sie beim Golden Spin of Zagreb ihre erste Goldmedaille bei einem Wettbewerb der ISU-Challenger-Serie. Bei ihren ersten Europameisterschaften, 2022 in Tallinn, wurde sie Siebte.
Ihren ersten Auftritt bei den Olympischen Winterspielen 2022 hatte Gubanowa beim Teamwettbewerb im Eiskunstlauf, wo sie im Kurzprogramm den vierten Platz erreichte. Das georgische Team belegte im Gesamtergebnis den sechsten Platz. Im Einzellauf der Frauen wurde sie nach zehnten Plätzen im Kurzprogramm und in der Kür im Gesamtergebnis Elfte. Bei den Eiskunstlauf-Weltmeisterschaften 2022 in Montpellier wurde sie durch einen fünften Platz in der Kür im Gesamtergebnis Sechste.
In der Saison 2022/23 gewann Gubanowa bei der MK John Wilson Trophy in Sheffield mit Bronze die erste Medaille bei einem Grand-Prix-Wettbewerb ihrer Karriere.

## Ergebnisse
Im Einzellauf für Georgien:
| Meisterschaft / Jahr                       | 2022    | 2023    | 2024    | 2025    |
| ------------------------------------------ | ------- | ------- | ------- | ------- |
| Olympische Winterspiele                    | 11.     |         |         |         |
| Weltmeisterschaften                        | 6.      | 14.     | 13.     | 28.     |
| Europameisterschaften                      |         | 1.      | 2.      | 2.      |
| Wettbewerb / Saison                        | 2021/22 | 2022/23 | 2023/24 | 2024/25 |
| GP Grand Prix Espoo                        |         | 7.      |         |         |
| GP MK John Wilson Trophy                   |         | 3.      |         |         |
| GP de France                               |         |         | 6.      | 8.      |
| GP Cup of China                            |         |         |         | 8.      |
| CS Finlandia Trophy                        | 5.      | 3.      |         |         |
| CS Golden Spin of Zagreb                   | 1.      |         |         |         |
| CS Lombardia Trophy                        |         |         | 1.      |         |
| Teamwettbewerb / Saison                    | 2021/22 | 2022/23 | 2023/24 | 2023/24 |
| Olympische Winterspiele                    | 6.      |         |         |         |
| GP = Grand Prix, CS = ISU-Challenger-Serie |         |         |         |         |